# الفيلق الأول (العراق)
 الفيلق الأول كان فيلقًا من الجيش العراقي، أُسس قبل الحرب العراقية الإيرانية، وكان موقعه في في إقليم كردستان العراق. في 1977-1978، ذكرت تقارير عسكرية بريطانية من بغداد أن فرقة المشاة الرابعة كانت جزءًا من الفيلق، مع مقر الفرقة في الموصل والألوية في الموصل (الخامس)، دهوك (18)، سنجار (21)، بالإضافة إلى لواءين احتياطيين 93 و 99. وشملت الفرق الأخرى في الفيلق الفرقة الثانية في كركوك بخمسة ألوية، بما في ذلك اثنان من قوات الاحتياط؛ الفرقة السابعة في السليمانية بخمسة ألوية (جميعها نشطة)؛ والفرقة الثامنة في أربيل بستة ألوية، بما في ذلك ألوية الاحتياط 91 و95 و98. واستمرت بقايا الفيلق حتى حل الجيش العراقي بموجب أمر سلطة الائتلاف المؤقتة رقم 2 في مايو 2003.